# Tourbière des Ponts-de-Martel

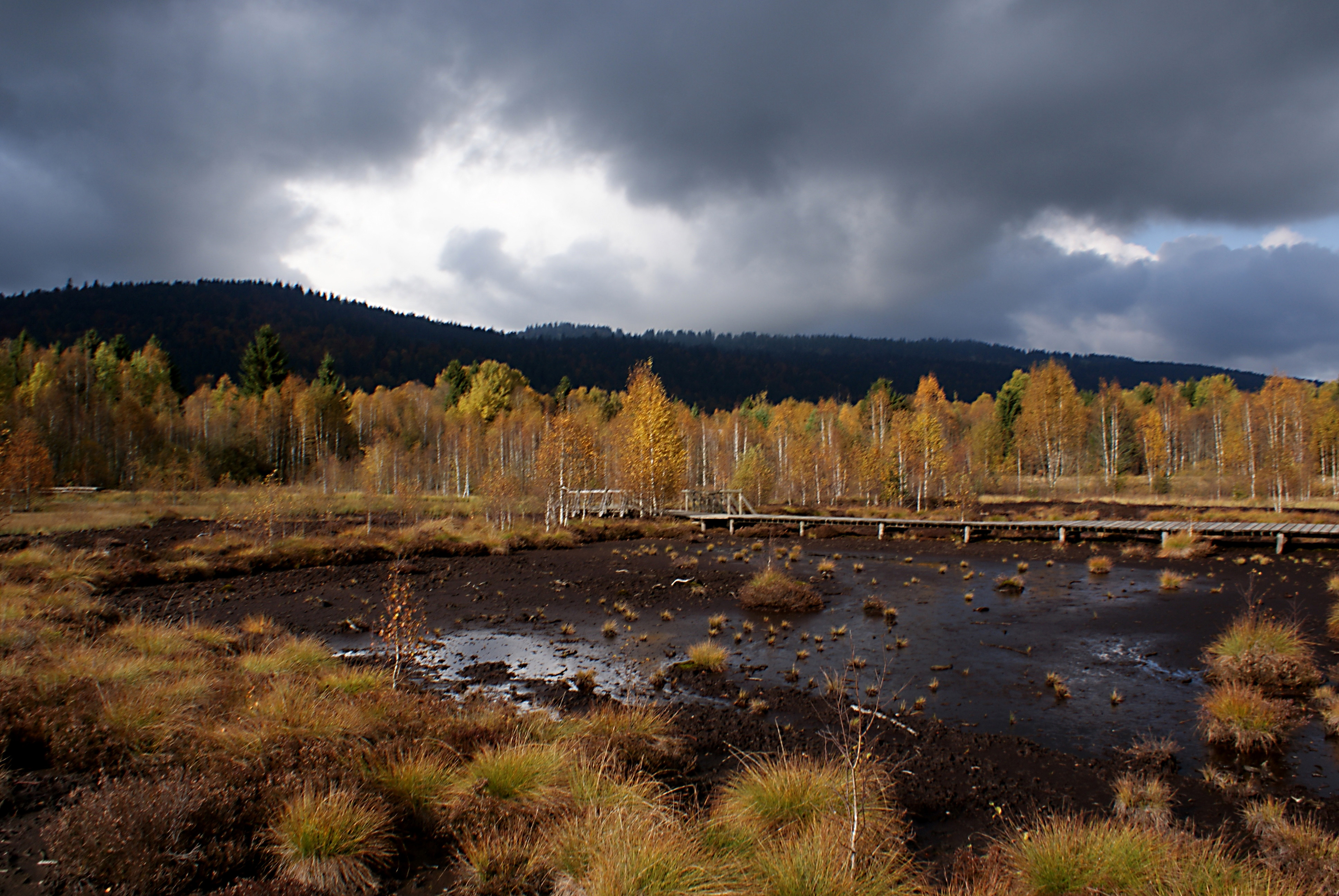
Moorlandschaft bei Les Ponts-de-Martel

Die Tourbière des Ponts-de-Martel ist ein Moorgebiet in der neuenburgischen Gemeinde Les Ponts-de-Martel in der Schweiz, das im 20. Jahrhundert in grossem Ausmass zur Gewinnung von Torf ausgebeutet wurde. Bei Les Ponts-de-Martel liegt das grösste zusammenhängende Hochmoor der Schweiz. Das Naturschutzgebiet ist seit 1977 im Bundesinventar der Landschaften und Naturdenkmäler von nationaler Bedeutung (BLN) und seit 1996 im Bundesinventar der Moorlandschaften von besonderer Schönheit und von nationaler Bedeutung verzeichnet.

Hochtal bei Les Ponts-de-Martel mit Moor, Torfstich und Weideland

## Namenkunde
Die Landschaft ist mit der offiziellen Bezeichnung Tourbière des Ponts-de-Martel im BLN eingetragen. Der französische Begriff tourbière bedeutet auf Deutsch «Torfmoor» und dann auch «Torfstich».
Die Ortsnamen Les Ponts-de-Martel und Les Petits-Pont beziehen sich auf die früher zur Überquerung des Moorgebiets verlegten Holzbohlenwege (französisch ponts) hin, die im Jahr 1376 erstmals erwähnt sind.
Es gibt andere Namen für die Moorgebiete im Tal von La Sagne und Les Ponts-de-Martel, zum Beispiel Le Marais Rouge, was auf Deutsch «Roter Sumpf» bedeutet und sich auf die braunrote Farbe der Vegetation im Feuchtgebiet bezieht. Weitere Hochmoorflächen im Tal heissen Sous-Martel-Dernier, Bois-des-Lattes, Sur-Les-Bieds (auf Deutsch übersetzt «bei den Bächen»), Marais “Gilgen” und Marais de Brot. Einige seit langer Zeit entwässerte und weitgehend urbarisierte Flächen tragen noch Flurnamen, die an die ehemaligen Feuchtgebiete erinnern, wie Marais des Petits Ponts, Marais de Petit Martel und Marais de Plamboz.

Versickerungsstelle des Grand Bied

## Geografie
Der südliche Abschnitt des Tales von La Sagne im Neuenburger Juras bildet wegen der nacheiszeitlichen Verlandung eine Ebene mit einer Fläche von mehreren Quadratkilometern. Der Untergrund des Kalkgebirges ist von wasserundurchlässigen Sedimenten bedeckt, die teils von der eiszeitlichen Grundmoräne und teils von Seeablagerungen stammen, die bei jüngeren Forschungsarbeiten im Hochmoor entdeckt worden sind. Darauf liegen ausgedehnte Feuchtgebiete und Hochmoore. Beim Torfabbau hat man in tiefen Bodenschichten konservierte Eichenstümpfe entdeckt, die aus einer Epoche stammen, als das Hochtal bewaldet war. Die Zonen an den Talrändern, wo sich an den beidseitigen Talstrassen mehrere Ortschaften befinden, hat man das Hochmoor in historischer Zeit durch Entwässerung für die Weidewirtschaft nutzbar gemacht. Auf diese Weise sind von ursprünglich 1500 Hektaren Moor im Tal etwa 90 Prozent allmählich verschwunden. Die im Landwirtschaftsgebiet ausgebrachten Düngemittel bedrohen indirekt die Moorbiotope.
Die noch vorhandenen Hochmoore mit einer Fläche von etwa 130 Hektaren liegen in den Gemeinden Les Ponts-de-Martel, Brot-Plamboz und Val-de-Travers. Der Talfluss Le Grand Bied hat keinen oberirdischen Abfluss, sondern versickert am Rand der Moorzone bei Les Ponts-de-Martel in einer Doline mit dem Namen Perte du Voisinage. Das Wasser durchquert das verkarstete und höhlenreiche Felsmassiv unter der Ebene und erscheint vier Kilometer weiter südlich und 250 Meter tiefer in einer Quelle bei Noiraigue wieder an der Oberfläche. Dort mündet der Fluss in die Areuse, die ein indirekter Nebenfluss dritter Ordnung des Rheins ist. Der dialektale Ortsname Noiraigue stammt aus der Frankoprovenzalischen Sprache und bedeutet auf Deutsch «Schwarzwasser», was von der dunklen, trüben Erscheinung des Wassers aus dem Moorgebiet kommt.
Der Flusslauf des Grand Bied ist bei Les Ponts-de-Martel von einem Flachmoor begleitet. Im Süden entwässert der Bach Les Bieds die feuchte Ebene; er mündet im Gebiet Sur les Bieds du Milieu von links in den Grand Bied. Das in der Westschweiz verbreitete Dialektwort bied bedeutet auf Deutsch «Bach» und auch «Kanal»; im Unterwallis ist es auch in der Form Bisse gebräuchlich.

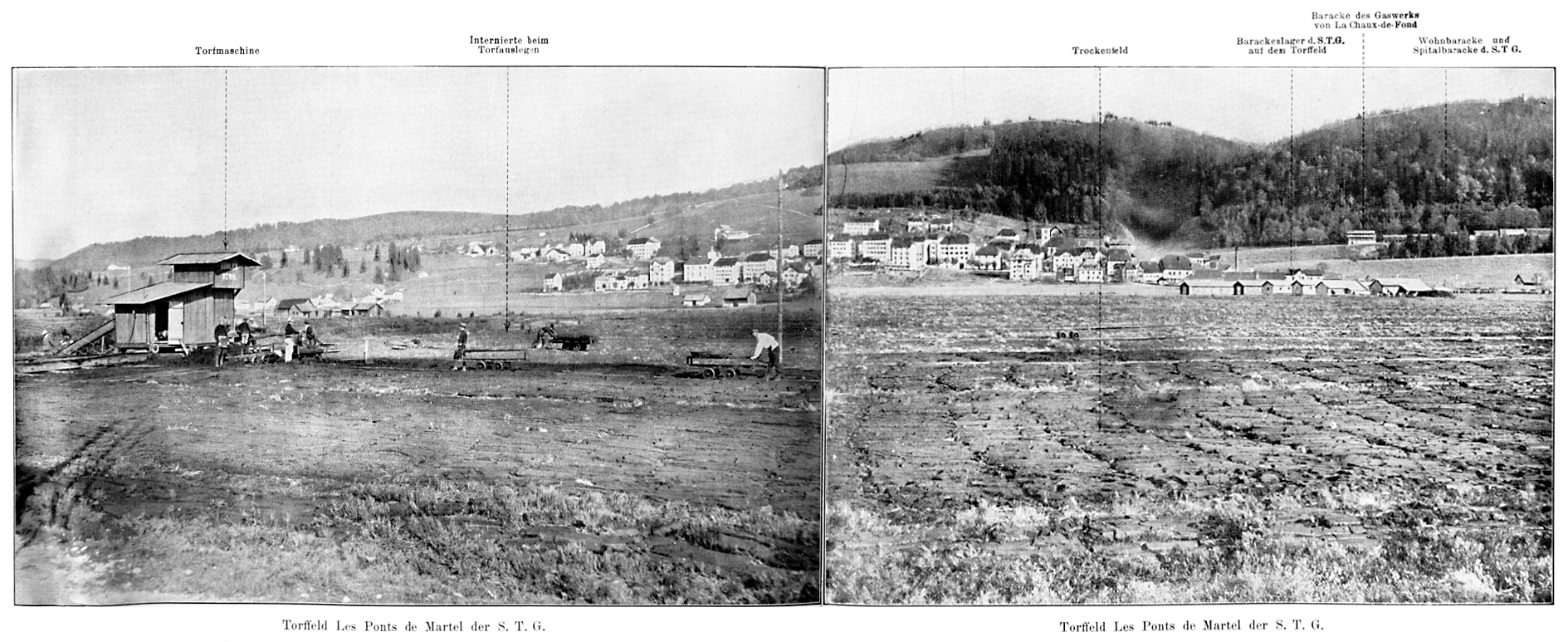
Torfabbau

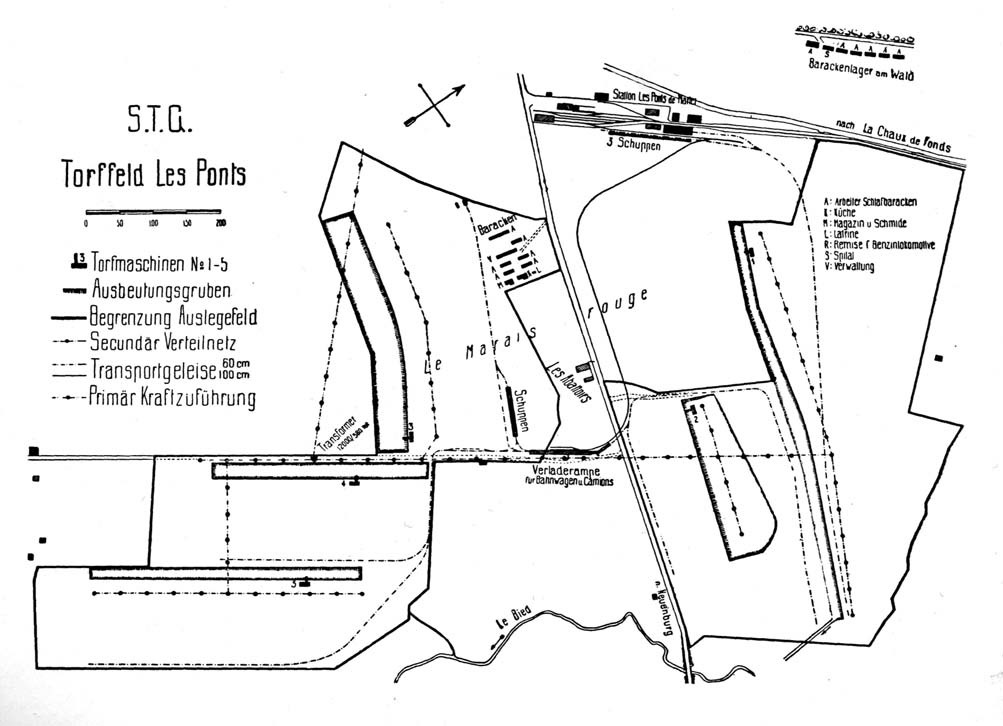
Karte von 1923

## Torfstich
Das grosse Torfvorkommen der Moore im Vallée des Ponts wurde seit dem 18. Jahrhundert genutzt und im 20. Jahrhundert industriell ausgebeutet. Die Société Anonyme des Marais des Ponts begann als erste mit dem maschinellen Abbau des Torfs im Gebiet des Marais Rouge und produzierte um 1920 etwa 1000 Tonnen Torf pro Jahr. Aus einer anderen Zone im westlichen Abchnitt des Hochmoors holte die Société de Combe Varin jährlich rund 800 Tonnen Torf. Die Gesellschaft Société Anonyme des Marais des Ponts verpachtete einen Teil des Gebiets 1917 an die im gleichen Jahr gegründete Schweizerische Torfgenossenschaft, die für den Transport des Materials eine Feldbahn des Systems Decauville einrichtete. Die «Torfbahn» von Les Ponts-de-Martel benützte seit 1920 eine Lokomotive mit Benzinmotor. An einigen Stellen war die mächtige Torfschicht nach dem Abbau vollständig zerstört.

Zum Trocknen aufgeschichteter Torf

Im 20. Jahrhundert entstand ein dichtes Netz von Drainagekanälen in der Ebene, was einerseits den Torfstich erleichterte und andererseits weite frühere Moorgebiete für die Landwirtschaft nutzbar machte.
Die Spuren des erst im späten 20. Jahrhunderts aufgegebenen Torfabbaus sind in der Landschaft gut zu erkennen. Vereinzelt noch erhaltene hohe Abstichkanten zeigen die Mächtigkeit der ursprünglichen Torfschichten. Vertiefungen, die heute als Weiher im Moor erscheinen, stammen von den Abbaufeldern. Auch die Zugangswege zu den Abbaugebieten und Fusspfade beschädigten die Torfschicht, und auf einigen beim Betrieb des Torfstichs intensiv begangenen Flächen hat sich nach dem Ende der Arbeiten ein Flachmoor entwickelt. Nach dem Torfabbau breitete sich Pioniervegetation und Wald auf grossen Flächen des ehemaligen Moors aus, und auch Bereiche, die zwar für den Torfstich, z. B. durch Drainage, vorbereitet und dann aber doch nicht ausgebeutet wurden, konnte der Wald erobern und die Moorvegetation bedrängen.

## Botanik, Naturschutz, Didaktik
Die botanische Forschung im Neuenburger Jura begann im 18. Jahrhundert mit der Tätigkeit der Naturforscher und Sammler Laurent Garcin, Jean-Jacques Rousseau, Jean-Antoine d’Ivernois und Abraham Gagnebin. 1868 erhielt die Akademie von Neuenburg, aus welcher 1909 die Universität Neuenburg entstand, einen Lehrstuhl für Botanik. Die Neuenburger Botaniker untersuchten seit Henri Spinner (1875–1962) auch die Pflanzengesellschaften der Hochmoore im Jura und gaben der Erforschung der Moorvegetation in der Schweiz wesentliche Impulse. Spinners Schüler Adolphe Ischer (1904–1985) publizierte eine Arbeit über das Hochmoor von Les Ponts-de-Martel, engagierte sich für den Naturschutz in der Schweiz und machte dessen Anliegen mit zahlreichen didaktischen Mitteln bekannt. Unter Professor Jean-Michel Gobat erforschte das Laboratoire d’Ecologie vegetale et de Phytosociologie des Botanischen Instituts Neuenburg zusammen mit der EPFL in Lausanne unter anderem die Biologie der Hochmoore von Les Ponts-de-Martel und die Fragen im Zusammenhang mit der Regenerierung der geschädigten Torfmoore im Jura.
Wegen der erheblichen Bedeutung der Moore in der Region richtete der Botanische Garten Neuenburg 2014 eine neue Anlage mit einem Flachmoor ein, das dem Botanischen Institut der Universität Neuenburg als Studienobjekt dient.
Etwa um die Wende zum 20. Jahrhundert begann man sich im Kanton Neuenburg für den Schutz der Hochmoore zu interessieren. Die Neuenburgische naturforschende Gesellschaft vereinbarte mit Grundbesitzern aus Les Ponts-de-Martel die Erhaltung eines Moorabschnitts im Gebiet Bois des Lattes. Die Moorlandschaft im Tal von Les Ponts-de-Martel ist seit 1977 im Inventar der Landschaften und Naturdenkmäler von nationaler Bedeutung (BLN) verzeichnet, doch erst nach der Annahme der «Eidgenössische Volksinitiative ‹zum Schutz der Moore – Rothenthurm-Initiative›» im Jahr 1987 hörte der Torfabbau auf. Die Neuenburger Regierung stellte die Feuchtgebiete von nationaler Bedeutung im Kanton, von denen die Tourbière des Ponts-de-Martel das wichtigste ist, am 24. September 2008 unter Schutz. Die damit in Kraft gesetzte Karte der Moorgebiete und Sümpfe definiert auch Pufferzonen rund um die geschützten Feuchtgebiete.

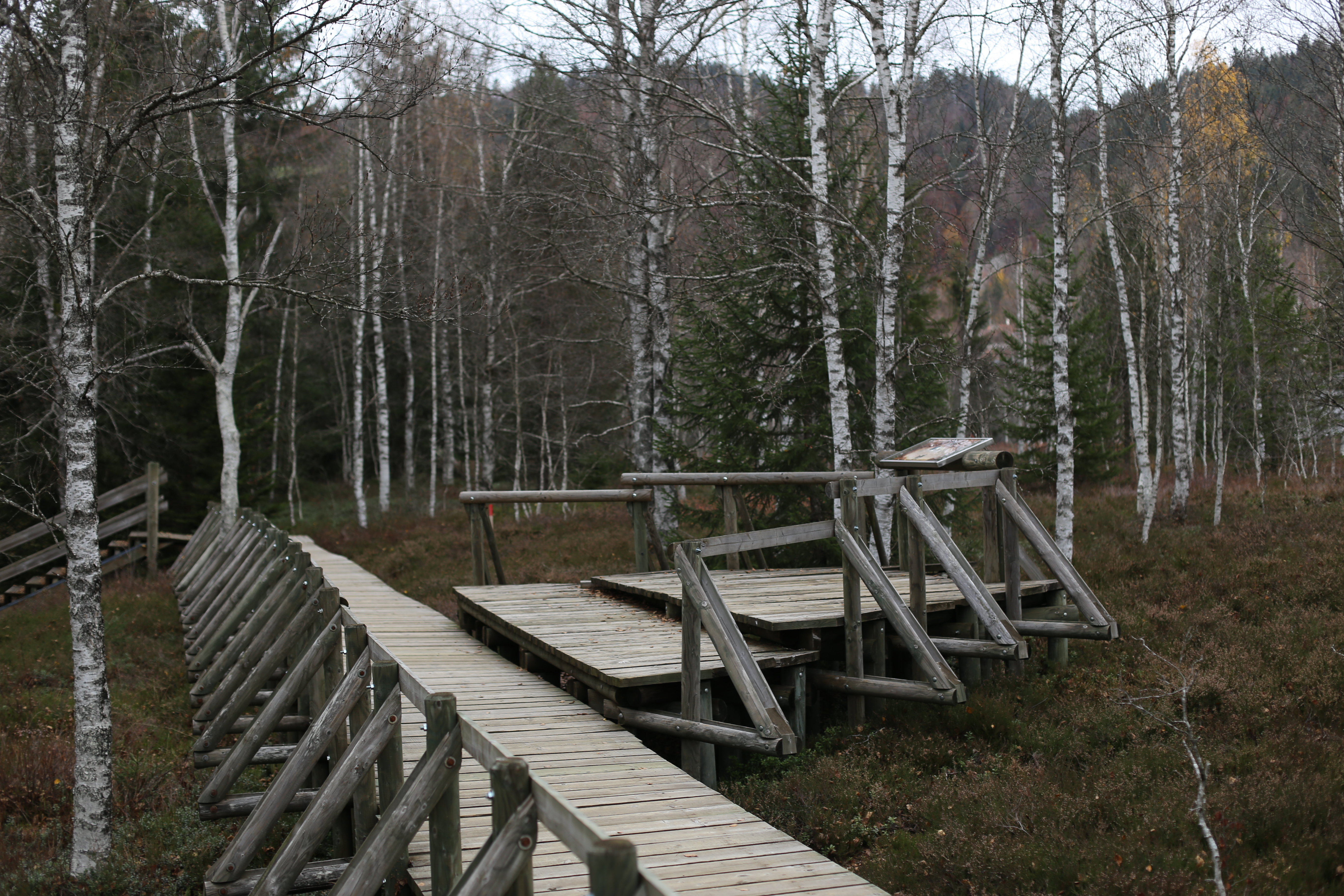
Moorlehrpfad

Das Moor Sous-Martel-Dernier, eine der grösseren Moorparzellen bei Les Ponts-de-Martel, wird in einem Klimaschutzprojekt regeneriert, um den CO2-Ausstoss des Gebiets wieder zu verringern. Les Ponts-de-Martel liegt in einem nationalen Vogelschutzgebiet (Important Bird Areas (IBA)). In der Ebene findet der selten gewordene Wachtelkönig noch einen Lebensraum.
Das Moorgebiet dient als Anschauungsobjekt zur naturkundlichen Bildung. Durch das Moor führt seit 1998 der «didaktische Torfmoorpfad», ein Lehrpfad, auf welchem die Besucher über die Naturlandschaft und die ehemalige Torfgewinnung informiert werden.
Seit 1996 besteht die Fondation du Musée de la Tourbière (Stiftung Torfmuseum), die von der Gemeinde Les Ponts-de-Martel, dem Kanton Neuenburg und der Pro Natura Neuchâtel getragen wird. Sie plant in Les Ponts-de-Martel die Errichtung des «Torfmoorhauses», das ab 2023 als Moormuseum und Informationszentrum für den Naturschutz bestehen soll.
In einem Holzschuppen auf dem ehemaligen Torfstichgelände ist eine alte Torfknetmaschine erhalten geblieben, die in einem Projekt von Restauratoren der Hochschule Haute-Ecole Arc in Neuenburg restauriert werden soll.